# Osiedle Lubczykowa Góra

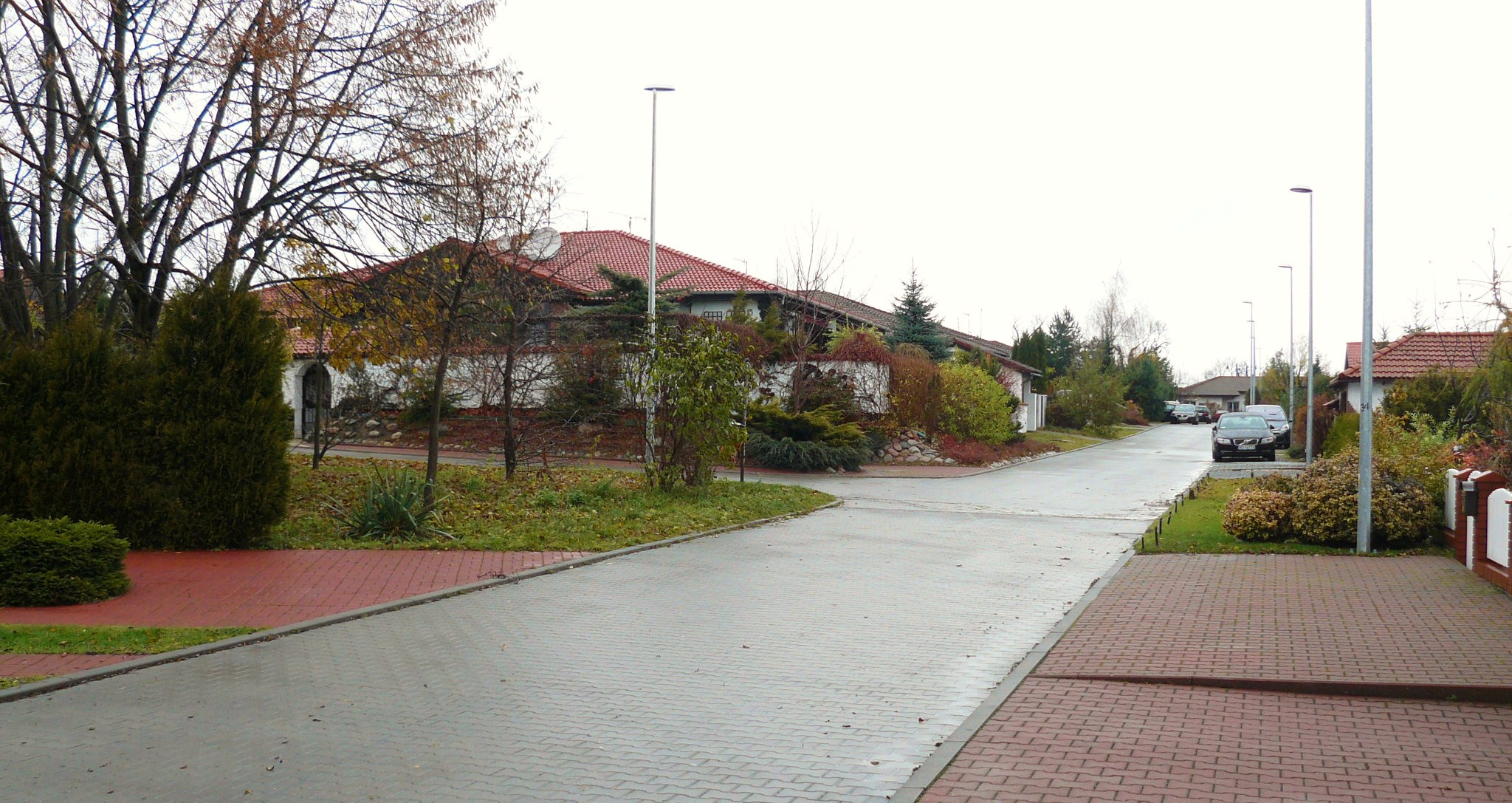
Osiedle Lubczykowa Góra

Osiedle Lubczykowa Góra – osiedle domów jednorodzinnych, zlokalizowane w północnej części Poznania, na terenie Nowej Wsi Górnej. 
Osiedle położone jest w rejonie o stosunkowo dużych deniwelacjach, a poszczególne ulice wspinają się na lokalne wzniesienia morenowe. Zabudowane w całości domami jednorodzinnymi, przede wszystkim z początków XXI wieku. Na narożniku ulic Radojewo i Jaśkowiaka znajduje się przystanek autobusowy Rdestowa dla linii 167, 188, 198, 348 i 911 oraz nocnej 248. 
Nazwy ulic pochodzą z grupy toponimicznej zioła, np. Mirtowa, Wiesiołkowa lub Krwawnikowa.